# ماكسيم تريتياكوف
ماكسيم تريتياكوف (بالأوكرانية: Третьяков Максим В'ячеславович) هو لاعب كرة قدم أوكراني في مركز الوسط، ولد في 6 مارس 1996 في Troitsko-Safonove ‏ في أوكرانيا. شارك مع منتخب أوكرانيا تحت 16 سنة لكرة القدم ومنتخب أوكرانيا تحت 17 سنة لكرة القدم ومنتخب أوكرانيا تحت 18 سنة لكرة القدم ومنتخب أوكرانيا تحت 19 سنة لكرة القدم. أما مع النوادي، فقد لعب مع نادي دنيبرو دنيبروبتروفسك ونادي ميتاليست خاركيف.

## وصلات خارجية
- ماكسيم تريتياكوف على موقع الاتحاد الأوربي (الإنجليزية)
- ماكسيم تريتياكوف على موقع اتحاد أوكرانيا (الإنجليزية)
- ماكسيم تريتياكوف على موقع قاعدة بيانات كرة القدم.إي يو (الإنجليزية)
- ماكسيم تريتياكوف على موقع Soccerway.com (الإنجليزية)
- ماكسيم تريتياكوف على موقع عالم كرة القدم.نت (الإنجليزية)